# Klenov (hrad)
Klenov (také Freundsberg) je zřícenina moravského hradu na nejvyšším místním skalním vrcholu Zámčisko na hřbetu Klenov v okrese Vsetín. Pozůstatky hradu se nacházejí ve stejnojmenné přírodní rezervaci.

## Historie
O hradu se nedochovaly žádné písemné prameny. Bývá spojován s hradem Freundsberg, který roku 1308 zastavil templářský mistr Ekko Vokovi I. z Kravař. Toto spojení je nejisté a bývá zpochybňováno, protože je možné, že Freundsberg stával na místě vsetínského zámku nebo na jiné lokalitě. Stavebníkem hradu mohl být také král Václav III., který chtěl na zdejších zeměpanských pozemcích založit klášter, a malý hrad by v takovém případě souvisel s pokusem o zabezpečení okolní krajiny. Archeologické nálezy datují dobu vzniku sídla na začátek čtrnáctého století.

## Stavební podoba
Staveništěm hradu se stal skalnatý vrchol Zámčisko. Hrad je dvoudílný. V předhradí je patrná prohlubeň – nejspíše pozůstatek cisterny. Hradní jádro má oválný půdorys s rozměry 31 × 21 metrů. Dominuje mu pískovcové bradlo. Na jeho vrcholu se nachází uměle přitesaná plošina s rozměry 11 × 7 metrů, která se stala základem pro srubovou, pravděpodobně věžovitou, budovu.